# 倉前宏行
倉前 宏行（くらまえ ひろゆき）は、日本の情報工学者・システム工学者。大阪工業大学ロボティクス＆デザイン工学部ロボット工学科教授。工学博士（九州工業大学）・CAE技術者上級アナリスト。
日本機械学会計算力学部門運営委員会96・97期委員。大阪産業技術研究所・大阪商工会議所との共同推進機関OIT-P（Osaka Industrial Technology Platform; 地域産業技術プラットフォーム）のメンバー。
主な専門は、ロボットシミュレーション（ドローン制御システム・ZIG Simulator含む）、ロボット材料システム解析、計算力学（特にCAE・マルチフィジックス・有限要素法）・並列計算、プログラミング（特にC/Python）・オープンソース（Linux/OpenFOAMなど）。

## 経歴
1992年九州工業大学情報工学部機械システム工学科卒業。1997年同大学大学院情報工学研究科情報システム専攻博士後期課程修了、工学博士。同年、大阪工業大学工学部経営工学科に着任。2006年同学部技術マネジメント学科准教授。2017年同大学ロボティクス&デザイン工学部ロボット工学科准教授、2020年より教授。その間、2008年から2017年まで、同志社大学生命医科学部嘱託講師も兼務。ネットワークコンピューティングによる有限要素法の大規模並列計算システム解析などの研究に従事。
主な所属学会は、日本機械学会、日本計算工学会、情報処理学会、オープンCAE学会、塑性加工学会など。

## 主な研究
- ロボット材料のマルチスケール材料特性評価シミュレーションと設計
- 有限要素法(FEM)を用いたコンピュータシミュレーションによる工学における問題の数値解析
- ミスオリエンテーション結晶塑性有限要素法に基づくプロセスメタラジー最適化
- スマートフォンジャイロセンサーを利用した初心者向けドローン操縦システムの開発
- 災害救助のための分割型ドローンシステムの開発

ロボット工学の対外啓蒙活動として、大阪工業大学と大阪市北区との連携事業の一つである「地域防災に係る取り組み」の一環として、2021年大阪市立豊崎中学校にて、ドローンの防災利活用の講義を行っている。
また、指導する研究室メンバーともに、大阪市北区における防災・災害対策のためのドローン/VRの活用方法の提案を大阪市北区役所に行っている。